# Oeceoclades humbertii
Oeceoclades humbertii är en orkidéart som först beskrevs av Joseph Marie Henry Alfred Perrier de la Bâthie, och fick sitt nu gällande namn av Jean Marie Bosser och Philippe Morat. Oeceoclades humbertii ingår i släktet Oeceoclades och familjen orkidéer. Inga underarter finns listade i Catalogue of Life.